# Salma Jahani
Salma Jahani (persisch سلما جهانی Salma Dschahani) (* 27. November 1952 in Kabul) ist eine afghanische Sängerin.  Sie war bis zu dessen Tod die Ehefrau des Sängers Rahim Jahani. In den späten 1970er Jahren nahm sie mit ihrem Cousin Ahmad Wali drei Alben auf.
Sie ist die erste Sängerin, die das berühmte Naurozlied mit dem Titel bia ke borem ba Mazar sang. Dieses Lied machte sie auch über Nacht berühmt. 
Das Lied, das nach ihrer Aussage von dem Charabatmeister Ghulam Hossein komponiert sein soll, wird nicht nur aus Anlass des Neujahrfestes des iranischen Kulturkreises gesungen. Das Fest wird in Masar-e Scharif, die ehemalige Stadt Baktra, unter dem Titel Tulpenfest in der Umgebung der Blauen Moschee und am Schrein des vierten Kalifen des Propheten Mohammed 40 Tage lang gefeiert.
Berühmte Musiker und Musikerinnen etwa Sarban und Googoosh sangen und singen dieses Lied, das inzwischen in vielen Sprachen des indo-iranischen Kulturkreises vertont worden ist. 